# لئونارد (مینه‌سوتا)
لئونارد، مینه‌سوتا (به انگلیسی: Leonard, Minnesota) یک شهر در ایالات متحده آمریکا است که در Clearwater County واقع شده‌است.

## خصوصیات
لئونارد ۱٫۱۴ کیلومترمربع مساحت و ۴۱ نفر جمعیت دارد و ۴۴۳ متر بالاتر از سطح دریا واقع شده‌است.